# 北京市大兴区兴华中学

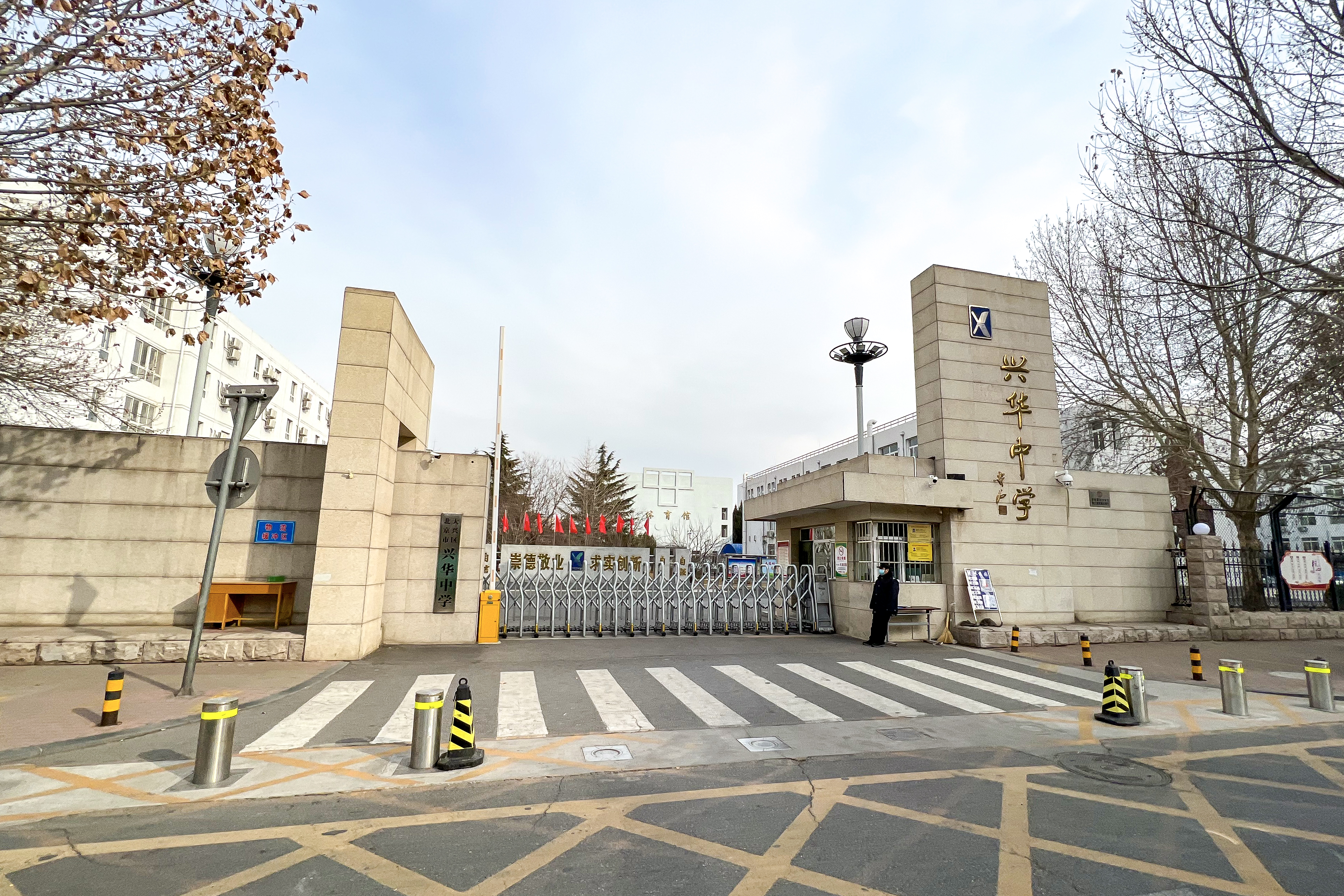
兴华中学

兴华中学（英语：Xinghua School），位于中国北京市大兴区兴华大街中，为北京市重点中学和示范性高中，建校于1949年，其前身为大兴县师范学校，于1997年开始转型为高中，现为半封闭式的走读+寄宿制高级中学，于2000年正式命名为今名。